# نيكيتا نوموف
نيكيتا نوموف (الروسية: Никита Викторович Наумов) (15 نوفمبر 1989 - ) هو لاعب كرة قدم بيلاروسي في مركز الدفاع. شارك مع منتخب روسيا البيضاء لكرة القدم. أما مع النوادي، فقد لعب مع نادي فيتيبسك ونادي نافتان نوفوبولوتسك وFC Polotsk ‏.

## وصلات خارجية
- نيكيتا نوموف على موقع الاتحاد الدولي (مؤرشف)  (الإنجليزية)
- نيكيتا نوموف على موقع الاتحاد الأوربي (الإنجليزية)
- نيكيتا نوموف على موقع قاعدة بيانات كرة القدم.إي يو (الإنجليزية)
- نيكيتا نوموف على موقع ناشيونال فوتبول تيمز (الإنجليزية)
- نيكيتا نوموف على موقع Soccerway.com (الإنجليزية)